# De olijke tweeling
De olijke tweeling is een Nederlandse jeugdboekenserie, oorspronkelijk geschreven door Arja Peters. Na haar overlijden werd de serie voortgezet door andere auteurs. Het oudste deel uit de serie is tientallen malen herdrukt.

## Verhaal
De serie gaat over twee zusjes, de tweeling Ellis en Thelma Bongers, die allerlei avonturen beleven. Ze hebben twee broertjes, Lex en Leo (ook een tweeling), die door hun oudere zussen Loe-Loe genoemd worden. De hond Spikkel en hun kat Bengeltje komen in vele verhalen voor. De biologische moeder van Ellis en Thelma is overleden.
Hun vader heeft gezocht naar kinderjuffrouwen, maar Ellis en Thelma zorgden ervoor dat ze weer vertrokken. Ten slotte vond de tweeling zelf een kinderjuf die zowel bij hun vader als bij henzelf in de smaak viel. Nadat hij met haar trouwde, hadden Ellis en Thelma weer een moeder. Eerst noemden ze haar tante Betty, maar later gewoon "mam".

## Auteurs
Arja Peters, een pseudoniem van Chinny van Erven, was de auteur van de eerste 26 delen die werden geïllustreerd door Hans Borrebach. Vanaf 1997 werden de boeken in hertaling door Suzanne Braam uitgegeven, met illustraties van Melanie Broekhoven en soms met een nieuwe titel. Acht jaar na Peters' overlijden werd in 2004 één nieuw deel uitgebracht met Jodie Peterson als schrijfster en vanaf 2005 werden de nieuwe delen door Marion van de Coolwijk geschreven.

## Uitgave
De reeks is van 1958 tot 2010 uitgegeven door N.V. Uitgevers Mij. "De Eekhoorn". Vanaf 2013 verzorgt Uitgeverij Columbus, een onderdeel van Uitgeversgroep Royal Jongbloed de reeks. Sommige verhalen zijn niet alleen als de losse delen in de reeks gepubliceerd, maar ook samen met andere verhalen in zogenaamde omnibussen. Enkele delen zijn bij uitgeverij Rubinstein ook als luisterboek verschenen.

## Ontvangst
De boeken zijn vooral door meisjes van rond de elf jaar generatie op generatie gewaardeerd. Het eerste deel is inmiddels meer dan 40 keer herdrukt. De recensenten waren minder positief. Hun kritiek betrof minder verzorgd taalgebruik, stereotiepe karakters en oppervlakkigheid van de verhalen.

## Titels
1. De olijke tweeling (1958) / (1997) auteur: Arja Peters
2. De olijke tweeling met vakantie (1958) / (2000) auteur: Arja Peters
3. De olijke tweeling op avontuur (1959) / (1998) auteur: Arja Peters
4. De olijke tweeling wint een prijs (1960) / (2000) auteur: Arja Peters
5. De olijke tweeling in actie (1960) / De olijke tweeling gaat stunten (2001) auteur: Arja Peters
6. De olijke tweeling in Italië (1960) / (2001) auteur: Arja Peters
7. De olijke tweeling op verkenning (1962) / (2001) auteur: Arja Peters
8. De olijke tweeling op zaal negen (1962) / De olijke tweeling op zaal 9 (2001) auteur: Arja Peters
9. De olijke tweeling zet hem op (1963) / De olijke tweeling en het verdwenen geld (1998) auteur: Arja Peters
10. De olijke tweeling op het familiefeest (1964 / 2002) auteur: Arja Peters
11. De olijke tweeling spant de kroon (1965) / De olijke tweeling en de spannende logeerpartij (2002) auteur: Arja Peters
12. De olijke tweeling op het politiebureau (1965) / (1998) auteur: Arja Peters
13. De olijke tweeling op kostschool (1966) / De olijke tweeling op het internaat (1999) auteur: Arja Peters
14. De olijke tweeling naar het zonnige zuiden (1967 / 1997) auteur: Arja Peters
15. De olijke tweeling uit kamperen (1968) / De olijke tweeling gaat kamperen (1997) auteur: Arja Peters
16. De olijke tweeling en de bosbrand (1969) / (1998) auteur: Arja Peters
17. De olijke tweeling krijgt rolschaatsen (1970) / De olijke tweeling krijgt schaatsen (1998) auteur: Arja Peters
18. De olijke tweeling gaat verhuizen (1971) / (1999) auteur: Arja Peters
19. De olijke tweeling wordt bedreigd (1972) / De olijke tweeling als speurders (2002) auteur: Arja Peters
20. De olijke tweeling en tante Freda (1973) / De olijke tweeling en tante Frieda (2002) auteur: Arja Peters
21. De olijke tweeling en de zigeuners (1974) / De olijke tweeling ontmoet een zigeunerfamilie (2003) auteur: Arja Peters
22. De olijke tweeling maakt het te bont (1978) / (2003) auteur: Arja Peters
23. De olijke tweeling helpt de dokter (1978) / De olijke tweeling voert actie (1999) auteur: Arja Peters
24. De olijke tweeling en de verdwenen dieren (1982) / (2003) auteur: Arja Peters
25. De olijke tweeling en de ponyboerderij (1982) / (1997) auteur: Arja Peters
26. De olijke tweeling grijpt in (1988) / (2003) auteur: Arja Peters
27. De olijke tweeling op de planken (2004) auteur: Jody Peterson
28. De olijke tweeling en het vervalste schilderij (2005) auteur: Marion van de Coolwijk
29. De olijke tweeling en de losgeslagen paarden (2005) auteur: Marion van de Coolwijk
30. De olijke tweeling is verliefd (2006) auteur: Marion van de Coolwijk (ook als luisterboek)
31. De olijke tweeling en het oude boshuis (2006) auteur: Marion van de Coolwijk
32. De olijke tweeling helpt mee in het dierenasiel (2007) auteur: Marion van de Coolwijk (ook als luisterboek)
33. De olijke tweeling in de dierentuin (2007) auteur: Marion van de Coolwijk
34. De olijke tweeling en de danswedstrijd (2008) auteur: Marion van de Coolwijk
35. De olijke tweeling in Hollywood (2009) auteur: Marion van de Coolwijk
36. De olijke tweeling in de musical (2010) auteur: Marion van de Coolwijk
37. De olijke tweeling in de brugklas (2013) auteur: Marion van de Coolwijk
38. De olijke tweeling wil winnen! (2014) auteur: Marion van de Coolwijk
39. De olijke tweeling in Parijs (2015) auteur: Marion van de Coolwijk
40. De olijke tweeling viert feest (2016)auteur: Marion van de Coolwijk